# Indywidualne Mistrzostwa Wielkiej Brytanii na Żużlu 2002
Indywidualne mistrzostwa Wielkiej Brytanii na żużlu – cykl turniejów żużlowych mających wyłonić najlepszych żużlowców brytyjskich w sezonie 2002. W finale zwyciężył Scott Nicholls.

## Finał
- Coventry,  12 października 2002

| Msc. | Zawodnik       | Klub          | Pkt   |             |  |
| ---- | -------------- | ------------- | ----- | ----------- |  |
| 1    | Scott Nicholls | Ipswich       | 13 +3 | (3,3,1,3,3) |  |
| 2    | Lee Richardson | Coventry      | 13 +2 | (3,2,3,3,2) |  |
| 3    | David Howe     | Wolverhampton | 12 +1 | (3,3,t,3,3) |  |
| 4    | Mark Loram     | Eastbourne    | 12 +w | (2,2,3,2,3) |  |
| 5    | Garry Stead    | Hull          | 11    | (1,2,3,3,2) |  |
| 6    | Leigh Lanham   | Arena Essex   | 10    | (3,3,2,2,0) |  |
| 7    | Joe Screen     | Eastbourne    | 10    | (2,3,2,1,2) |  |
| 8    | Dean Barker    | Eastbourne    | 9     | (2,1,3,u,3) |  |
| 9    | Paul Hurry     | Wolverhampton | 6     | (1,2,2,1,1) |  |
| 10   | Phil Morris    | Reading       | 6     | (2,0,2,0,2) |  |
| 11   | Simon Stead    | Sheffield     | 5     | (1,0,1,2,1) |  |
| 12   | Oliver Allen   | Swindon       | 4     | (0,1,1,1,1) |  |
| 13   | Andy Smith     | –             | 3     | (1,1,0,1,0) |  |
| 14   | Danny Bird     | Isle of Wight | 2     | (0,0,w,2,0) |  |
| 15   | Chris Harris   | Trelawny      | 2     | (0,1,w,w,1) |  |
| 16   | Michael Coles  | Exeter        | 1     | (d,d,1,w,d) |  |

## Bieg po biegu
1. Howe, Morris, Hurry, Allen
2. Lanham, Screen, S.Stead, Coles (d)
3. Nicholls, Loram, Smith, Harris
4. Richardson, Barker, G.Stead, Bird
5. Nicholls, Richardson, Allen, Coles (d)
6. Lanham, G.Stead, Smith, Morris
7. Howe, Loram, Barker, S.Stead
8. Screen, Hurry, Harris, Bird
9. Loram, Lanham, Allen, Bird (w)
10. Barker, Morris, Coles, Harris (w)
11. G.Stead, Screen, Nicholls, Howe (t)
12. Richardson, Hurry, S.Stead, Smith
13. G.Stead, S.Stead, Allen, Harris (w)
14. Richardson, Loram, Screen, Morris
15. Howe, Bird, Smith, Coles (w)
16. Nicholls, Lanham, Hurry, Barker (u)
17. Barker, Screen, Allen, Smith
18. Nicholls, Morris, S.Stead, Bird
19. Howe, Richardson, Harris, Lanham
20. Loram, G.Stead, Hurry, Coles (d)
21. Finał: Nicholls, Richardson, Howe, Loram